# Korfbal 1998-1999
Korfbalseizoen 1998-1999 is een korfbalseizoen van het KNKV.

## Veldcompetitie KNKV
In seizoen 1998-1999 was de hoogste Nederlandse veldkorfbalcompetitie in de KNKV de Hoofdklasse; 2 poules met elk 8 teams. Het kampioenschap is voor de winnaar van de kampioenswedstrijd, waarin de kampioen van de Hoofdklasse A tegen de kampioen van de Hoofdklasse B speelt.
 Hoofdklasse A
| pos | club          | gs | w  | g | v  | pnt | dv  | dt  | dt  |
| --- | ------------- | -- | -- | - | -- | --- | --- | --- | --- |
| 1.  | Deetos/Phobos | 14 | 13 | 0 | 1  | 26  | 263 | 195 | +58 |
| 2.  | Die Haghe     | 14 | 12 | 1 | 1  | 25  | 249 | 197 | +52 |
| 3.  | Blauw-Wit (A) | 14 | 8  | 1 | 5  | 17  | 246 | 226 | +20 |
| 4.  | Groen Geel    | 14 | 5  | 1 | 8  | 11  | 250 | 253 | -3  |
| 5.  | KVS           | 14 | 5  | 1 | 8  | 11  | 231 | 239 | -8  |
| 6.  | AKC/Emilux    | 14 | 5  | 1 | 8  | 11  | 234 | 264 | -30 |
| 7.  | Dalto         | 14 | 5  | 0 | 9  | 10  | 226 | 253 | -27 |
| 8.  | Blauw-Wit (H) | 14 | 0  | 1 | 13 | 1   | 197 | 269 | -72 |

Hoofdklasse B
| pos | club                 | gs | w  | g | v  | pnt | dv  | dt  | dt  |
| --- | -------------------- | -- | -- | - | -- | --- | --- | --- | --- |
| 1.  | Oost-Arnhem/Olympia* | 15 | 13 | 0 | 2  | 26  | 305 | 226 | +79 |
| 2.  | Nic./VCD*            | 15 | 11 | 2 | 2  | 24  | 301 | 230 | +71 |
| 3.  | PKC                  | 14 | 9  | 0 | 5  | 18  | 236 | 210 | +26 |
| 4.  | DOS'46               | 14 | 8  | 1 | 5  | 17  | 248 | 227 | +21 |
| 5.  | HKV/Ons Eibernest    | 14 | 4  | 2 | 8  | 10  | 215 | 222 | -7  |
| 6.  | VADA '25             | 14 | 4  | 0 | 10 | 8   | 209 | 251 | -42 |
| 7.  | De Meeuwen           | 14 | 3  | 0 | 11 | 6   | 210 | 285 | -75 |
| 8.  | ROHDA                | 14 | 2  | 1 | 11 | 5   | 185 | 258 | -73 |

- = na de reguliere competitie hadden zowel Oost-Arnhem als Nic. 24 punten. Om te bepalen welke ploeg 1e zou worden en zich dus zou plaatsen voor de veldfinale moest er een beslissingswedstrijd worden gespeeld. Deze werd gewonnen door Oost-Arnhem met 18-16

| Hoofdklasse Finale |                     |    |
|                    |                     |    |
| A1                 | Deetos/Phobos       | 21 |
| B1                 | Oost-Arnhem/Olympia | 16 |

| Veldkampioen van Nederland 1999 |
| ------------------------------- |
| Deetos/Phobos                   |

## Zaalcompetitie KNKV
In seizoen 1998-1999 was de hoogste Nederlandse zaalkorfbalcompetitie in de KNKV de Hoofdklasse; 2 poules met elk 8 teams. Het kampioenschap is voor de winnaar van de kampioenswedstrijd, waarin de kampioen van de Hoofdklasse A tegen de kampioen van de Hoofdklasse B speelt.

 Hoofdklasse A
| pos | club                | gs | w  | g | v  | pnt | dv  | dt  | dt   |
| --- | ------------------- | -- | -- | - | -- | --- | --- | --- | ---- |
| 1.  | PKC*                | 15 | 13 | 0 | 2  | 26  | 324 | 245 | +79  |
| 2.  | DOS'46*             | 15 | 12 | 0 | 3  | 24  | 349 | 277 | +72  |
| 3.  | Groen Geel          | 14 | 10 | 0 | 4  | 20  | 338 | 297 | +41  |
| 4.  | Oost-Arnhem/Olympia | 14 | 7  | 1 | 6  | 15  | 337 | 278 | +59  |
| 5.  | Fortuna             | 14 | 6  | 1 | 7  | 13  | 284 | 278 | +6   |
| 6.  | Sporting Trigon     | 14 | 5  | 2 | 7  | 12  | 291 | 315 | -24  |
| 7.  | AKC/Emilux          | 14 | 2  | 0 | 12 | 4   | 281 | 346 | -65  |
| 8.  | DKOD                | 14 | 0  | 0 | 14 | 0   | 174 | 342 | -168 |

- = na de reguliere competitie hadden zowel PKC als DOS'46 24 punten. Om te bepalen welke ploeg 1e zou worden en zich dus zou plaatsen voor de zaalfinale moest er een beslissingswedstrijd worden gespeeld. Deze werd gewonnen door PKC met 15-11

Hoofdklasse B
| pos | club              | gs | w  | g | v  | pnt | dv  | dt  | dt  |
| --- | ----------------- | -- | -- | - | -- | --- | --- | --- | --- |
| 1.  | Nic./VCD          | 14 | 11 | 1 | 2  | 23  | 303 | 256 | +47 |
| 2.  | Die Haghe         | 14 | 11 | 0 | 3  | 22  | 291 | 244 | +47 |
| 3.  | Deetos/Phobos     | 14 | 8  | 1 | 5  | 17  | 305 | 285 | +30 |
| 4.  | DVO               | 14 | 7  | 1 | 6  | 15  | 286 | 283 | +3  |
| 5.  | AKC Blauw-Wit     | 14 | 7  | 0 | 7  | 14  | 291 | 283 | +8  |
| 6.  | HKV/Ons Eibernest | 14 | 5  | 0 | 9  | 10  | 253 | 274 | -21 |
| 7.  | Oranje Wit        | 14 | 3  | 0 | 11 | 6   | 246 | 277 | -31 |
| 8.  | ROHDA             | 14 | 2  | 1 | 11 | 5   | 240 | 313 | -73 |

### Topscoorders van de zaalcompetitie
| Naam           | Club       | Goals |
| -------------- | ---------- | ----- |
| Chris Kaper    | Groen Geel | 105   |
| Mariet Huitema | Groen Geel | 58    |

| Hoofdklasse Finale |          |    |
|                    |          |    |
| A1                 | PKC      | 25 |
| B1                 | Nic./VCD | 14 |

| Zaalkampioen van Nederland 1999 |
| ------------------------------- |
| PKC                             |

## Prijzen
| Award                             | Winnaar             | Club            |
| --------------------------------- | ------------------- | --------------- |
| Beste Speler                      | André Simons        | PKC             |
| Beste Speelster                   | Marjan de Jong      | Nic./VCD        |
| Coach van het Jaar                | Hans van der Kaa    | Nic./VCD        |
| Beste Debutant van het Jaar       | Ben Verburgt        | PKC             |
| Beste Debutante van het Jaar      | Chantal van Duijn   | Sporting Trigon |
| Beste Scheidsrechter van het Jaar | Gerrit van der Beek |                 |